# Пумпы

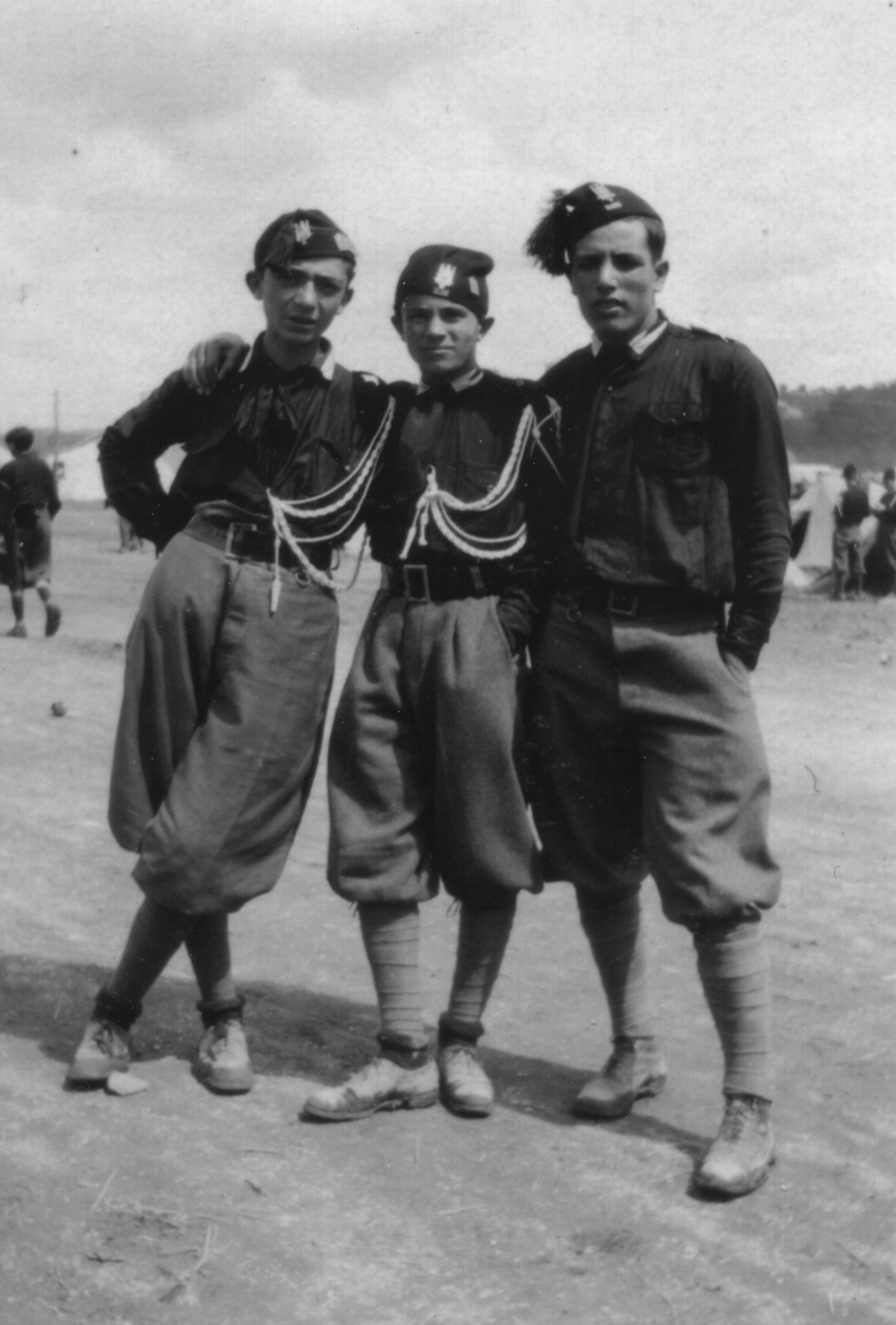
Члены итальянской молодёжной организации, 1925 год

Пумпы (нем. Pumphose ← н.-нем. pump «пышность» ← греч. πομπή + ср.-в.-нем. hose «брюки, штаны») — широкие мешковатые брюки длиной до середины икры, присобранные внизу, застёгивающиеся под коленями, были введены в моду суфражистками в конце XIX века.

Особую популярность получили в начале XX века в США в период увлечения игрой в гольф. Их носили как мужчины, так и женщины.

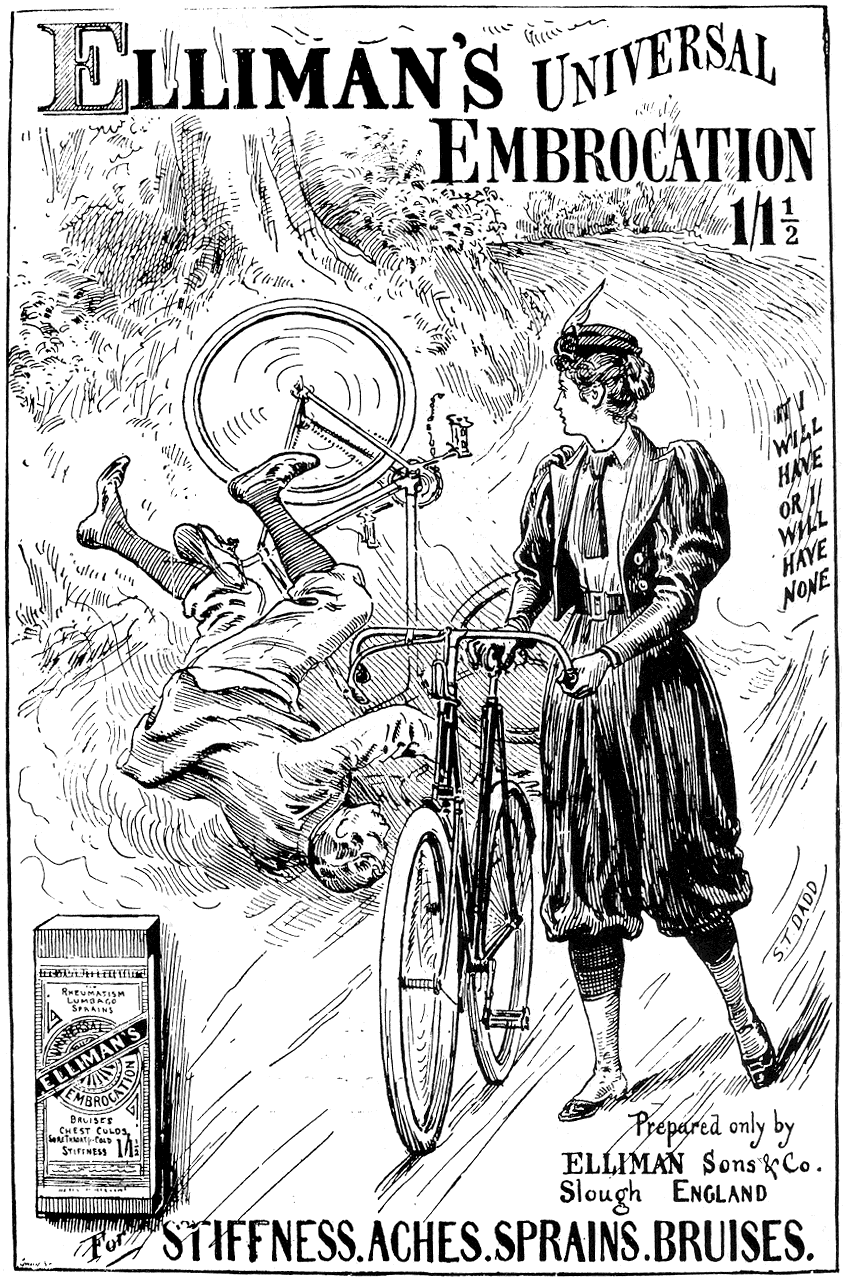
Реклама 1897 года
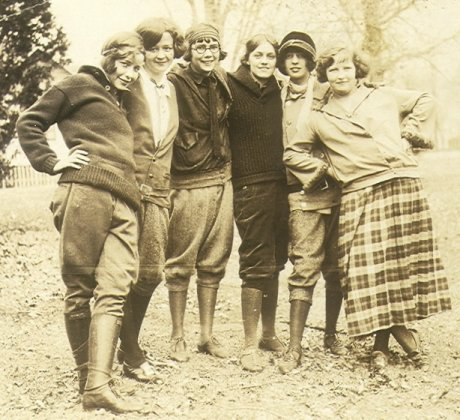
Девушки в пумпах (1924)